# 9월 5일
9월 5일은 그레고리력으로 248번째(윤년일 경우 249번째) 날에 해당한다.

## 사건
- 917년 - 유엄이 남한의 초대 황제로 즉위하다.
- 1774년 - 최초의 대륙회의가 미국 펜실베이니아주 필라델피아에서 비밀리에 소집되어 영국의 압제로부터의 식민지 권리와 자유 수호와 영국과의 통상단절을 결의하다.
- 1784년 - 윌리엄 허셜이 망상 성운을 발견하다.
- 1901년 - 미국의 대통령 윌리엄 매킨리가 퍼펄로에서 열린 전미 박람회에 참석하다.
- 1905년 - 포츠머스 조약의 체결로 러일 전쟁이 종전되다.
- 1920년 - 조선일보가 총독 정치 비난 사설로 정간되다.
- 1950년 - 영천 전투가 시작되었다.
- 1956년 - 서울특별시의회가 처음으로 개회하다.
- 1972년 - 뮌헨올림픽 이스라엘 선수촌에서 아랍 게릴라 '검은 9월단' 테러 사건이 발생하다.
- 1980년 - 대한민국 문교부에서 대학교육시안으로 졸업정원제 채택.
- 1981년 - 폴란드에서 동유럽 사회주의 국가 최초로 자유노조대회 개최.
- 1986년 - 소비에트 연방의 발트해 연안에서 핵폭발이 일어나다.
- 1990년
  - 대한민국과 오스트레일리아가 범죄인도조약 체결하다.
  - 대한민국과 조선민주주의인민공화국, 제1차 남북고위급 회담 서울에서 개최하다.
- 1991년 - 대한민국 환경처에서 대기환경보전법 시행 규칙을 확정하다.
- 2000년 - 투발루가 유엔에 가입하다.
- 2014년 - 우크라이나 정부와 친 러시아 반군이 휴전 협정에 서명하였다.
- 2019년 - 태풍 링링이 전라도에 상륙해 피해를 주었다.

## 문화
- 1898년 - 대한제국에서 남궁억과 장지연 등이 황성신문 창간.
- 1905년 - 인천광역시 월미도와 광제환 간에 최초의 무선전신이 개시되다.
- 1913년 - 최남선, <아이들> 창간.
- 1916년 - 현대 영화의 아버지라 불리는 데이비드 워크 그리피스 감독의 《편협》 처음으로 상영
- 1935년 - 모건 스탠리가 창립되다.
- 1945년 - 아모레퍼시픽이 창립되다.
- 1948년 - 국방경비대 개편으로 대한민국 육군과 대한민국 해군이 발족되다.
- 1977년 - 미국에서 우주선 보이저 1호를 발사하다.
- 1987년 - 대한민국 방송심의위원회가 방송 금지 가요 500곡을 해제하다.
- 1989년 - 조훈현이 첫 바둑 세계 대회인 잉씨배 세계 프로 바둑 선수권 대회에서 우승하였다.
- 2007년 - 고산이 대한민국 최초의 우주비행사로 선발되다.
- 2009년 - SM 엔터테인먼트 5인조 여성그룹 f(x) (에프엑스) 데뷔.
- 2014년 - 대한민국 축구 국가대표팀 울리 슈틸리케감독 취임되었다.
- 2015년 - SBS 시사,교양 탐사보도 프로그램 그것이 알고 싶다가 1000회를 돌파되었다.
- 2020년 - 방탄소년단의 싱글 앨범Dynamite가 미국 빌보드 핫 100 차트에서 대한민국 가수 최초로 1위를 달성하였다.

## 탄생
- 1187년 - 프랑스의 왕 루이 8세. (~1226년)
- 1567년 - 일본의 무장 다테 마사무네. (~1636년)
- 1638년 - 프랑스의 왕 루이 14세. (~1715년)
- 1639년 - 일본의 다이묘 사카이 다다쓰네. (~1675년)
- 1732년 - 일본의 다이묘 사카이 다다아쓰. (~1767년)
- 1735년 - 독일의 작곡가 요한 크리스티안 바흐. (~1782년)
- 1771년 - 오스트리아의 대공 카를 폰 외스터라이히테셴 공작. (~1847년)
- 1774년 - 독일의 화가 카스파르 다비트 프리드리히. (~1840년)
- 1847년 - 미국의 범죄자 제시 제임스. (~1882년)
- 1857년 - 러시아의 과학자 콘스탄틴 치올콥스키. (~1935년)
- 1872년 - 독일의 정치인, 기업인 카를 프리드리히 폰 지멘스. (~1941년)
- 1876년 - 독일의 군인 빌헬름 폰 레프 기사. (~1956년)
- 1885년 - 프랑스의 역사학자 르네 그루세. (~1952년)
- 1888년 - 인도의 대통령, 정치인 사르베팔리 라다크리슈난. (~1975년)
- 1889년 - 일본의 정치인 난바라 시게루. (~1974년)
- 1896년 - 대한민국의 친일파 이단. (~?)
- 1897년 - 미국의 초백세인 엘라 슐러. (~2011년)
- 1902년
  - 대한민국의 독립운동가 고이허. (~1937년)
  - 대한민국의 정치인 류기수. (~1986년)
- 1905년 - 영국의 작가 아서 쾨슬러. (~1983년)
- 1909년 - 대한민국의 농촌운동가, 사회운동가 김용기. (~1988년)
- 1912년 - 미국의 음악가 존 케이지. (~1992년)
- 1915년
  - 대한민국의 정치인 이민우. (~2004년)
  - 독일의 정치인 호르스트 진더만. (~1990년)
- 1917년 - 대한민국의 정치인 이한기. (~1995년)
- 1920년 - 미국의 야구 선수 진 비어든. (~2004년)
- 1927년
  - 대한민국의 정치인 노승환. (~2014년)
  - 미국의 경제학자 폴 볼커. (~2019년)
- 1929년 - 미국의 배우 밥 뉴하트. (~2024년)
- 1930년 - 일본의 축구 선수 나가누마 겐. (~2008년)
- 1934년 - 대한민국의 정치인 박상복. (~2018년)
- 1935년 - 독일의 배우, 방송인 디터 할러포르덴.
- 1936년 - 미국의 전 야구 선수 빌 매저로스키.
- 1937년 - 미국의 배우 윌리엄 드베인.
- 1938년 - 중화인민공화국의 영화 감독 쩡장. (~2022년)
- 1939년
  - 일본의 분자생물학자 도네가와 스스무.
  - 오스트레일리아의 배우 조지 레이전비.
- 1940년
  - 미국의 배우 라켈 웰치. (~2023년)
  - 대한민국의 정치인 박찬석.
- 1942년
  - 대한민국의 농업인 망절일랑. (~2012년)
  - 독일의 영화 감독 베르너 헤어초크.
- 1943년
  - 미국의 역사학자 브루스 커밍스.
  - 대한민국의 기업인 이명희.
  - 오스트레일리아의 영화배우 잭 찰스. (~2022년)
- 1946년
  - 미국의 영화 감독 데니스 듀건.
  - 중화민국의 배우 범홍헌.
  - 영국의 가수 프레디 머큐리. (~1991년)
- 1947년
  - 영국의 음악가 멜 콜린스.
  - 대한민국의 과학자 이은철.
- 1948년 - 대한민국의 정치인 유인태.
- 1949년
  - 대한민국의 국악인 안숙선.
  - 대한민국의 정치인 우건도.
- 1950년 - 대한민국의 정치인 배기선.
- 1951년
  - 대한민국의 방송인 엄기영.
  - 미국의 배우 마이클 키턴.
  - 독일의 전 축구 선수 파울 브라이트너.
  - 솔로몬 제도의 대주교 데이비드 분나기. (~2025년)
- 1952년
  - 대한민국의 영화 감독 김두영.
  - 대한민국의 배우 김영인.
- 1955년 - 대한민국의 정치인 윤화섭.
- 1956년 - 대한민국의 정치인 김성회.
- 1957년
  - 대한민국의 배우 정규수.
  - 대한민국의 소방공무원 조송래.
- 1958년 - 대한민국의 국방인 박찬주.
- 1959년 - 미국의 육상 선수 안드레 필립스.
- 1961년 - 대한민국의 스포츠산업학과 교수 김종.
- 1962년 - 대한민국의 언론인 이규연.
- 1963년 - 대한민국의 정치인 장성민.
- 1965년
  - 대한민국의 영화감독 이재용.
  - 일본의 배우 나카무라 도루.
- 1966년 - 대한민국의 역사학자 정재상.
- 1967년
  - 대한민국의 성우 최향윤.
  - 독일의 전 축구 선수, 현 축구 감독 마티아스 자머.
  - 일본의 만화가 구메타 고지.
- 1968년 - 대한민국의 음악가 손무현.
- 1969년
  - 대한민국의 가수 김태욱.
  - 대한민국의 기자 박찬형.
  - 대한민국의 성우 최향윤.
  - 브라질의 축구 감독 레오나르두 아라우주.
  - 미국의 기타리스트 위질 자파.
  - 일본의 성우 코우다 마리코.
- 1970년
  - 대한민국의 배우 김혜수.
  - 홍콩의 요트 선수 리리산.
  - 마케도니아의 축구 선수 사샤 일리치.
- 1971년
  - 대한민국의 배우, 국악인, 방송인 오정해.
  - 미국의 드러머 윌 헌트.
  - 대한민국의 배우 전지학.
- 1972년 - 대한민국의 음악가 이현도.
- 1973년
  - 미국의 배우 로즈 맥고언.
  - 잉글랜드의 영화 감독 패디 콘시딘.
- 1975년 - 대한민국의 배우 장혜진.
- 1976년 - 네덜란드의 배우 카리서 판 하우턴.
- 1977년
  - 스페인의 축구 선수 호세바 에체베리아.
  - 일본의 성우 사카구치 슈헤이.
  - 볼리비아의 육상 선수 테레자 마리노바.
- 1978년
  - 대한민국의 가수 미스터 타이푼.
  - 대한민국의 방송인 김태민. (~2023년)
  - 캐나다의 배우 로라 버트럼.
  - 미국의 야구 선수 맷 왓슨.
  - 중화인민공화국의 배우 위난.
- 1979년
  - 대한민국의 배우 류수영.
  - 노르웨이의 축구 선수 욘 카레브.
- 1980년
  - 대한민국의 가수 정기고.
  - 대한민국의 가수 반디.
  - 대한민국의 배우 박지환.
  - 태국의 정치인 피타 림짜른랏.
- 1981년 - 우즈베키스탄의 축구 선수 티무르 카파제.
- 1982년 - 중화민국의 가수 왕심릉.
- 1983년 - 대한민국의 배우 김형민.
- 1984년 - 대한민국의 배구 선수 한송이.
- 1985년
  - 대한민국의 수영 선수 배소현.
  - 조선민주주의인민공화국의 축구 선수 박철진.
- 1986년 - 카메룬 태생의 종합 격투기 선수 프랑시스 응가누.
- 1987년
  - 대한민국의 배구 선수 한상길.
  - 대한민국의 배우 김윤배.
  - 미국의 야구 선수 스콧 반스.
- 1988년
  - 터키의 축구 선수 누리 샤힌.
  - 에콰도르의 축구 선수 펠리페 카이세도.
- 1989년
  - 대한민국의 가수 재이. (피에스타)
  - 미국의 배우 캐터리나 그레이엄.
  - 일본의 성우 코마다 와타루.
- 1990년
  - 대한민국의 피겨 스케이팅 선수 김연아.
  - 일본의 가수 키쿠치 아미.
  - 대한민국의 배우 정의제.
  - 대한민국의 축구 선수 고무열.
- 1991년
  - 잉글랜드의 배우 스캔더 케인스.
  - 일본의 야구 선수 이와사다 유타.
  - 노르웨이의 스피드 스케이팅 선수 헤게 뵈코.
  - 대한민국의 전직 오버워치 프로게이머 류제홍.
  - 미국의 배우 폴리나 싱어.
- 1992년
  - 대한민국의 래퍼, 배우 차선우.
  - 대한민국의 래퍼 EK.
  - 대한민국의 모델 최소라.
  - 대한민국의 배우 남태우.
- 1993년
  - 대한민국의 가수 정소안.
  - 미국의 배우 게이지 골라이틀리.
  - 대한민국의 전직 리그 오브 레전드 프로게이머 스페이스.
  - 대한민국의 가수 염유리.
  - 조선민주주의인민공화국의 탁구 선수 김혜성.
- 1994년
  - 이탈리아의 수영 선수 그레고리오 팔트리니에리.
  - 대한민국의 아역 배우 김조은.
- 1995년 - 미국의 배우 캐럴라인 선샤인.
- 1996년
  - 노르웨이의 가수 시그리드.
  - 대한민국의 가수 루리.
  - 대한민국의 전직 리그 오브 레전드 프로게이머 오뀨.
  - 대한민국의 농구 선수 이명관.
- 1997년 - 대한민국의 유튜버 최홍철.
- 1999년 - 대한민국의 가수 강민.
- 2000년 - 대한민국의 치어리더 박소영.
- 2001년 - 잉글랜드의 축구 선수 부카요 사카.
- 2002년
  - 대한민국의 축구 선수 김민석.
  - 프랑스의 태권도 선수 시리안 라베.
- 2003년 - 대한민국의 발로란트 프로게이머 강하빈.
- 2005년
  - 대한민국의 배우 이도현.
  - 대한민국의 유튜버 김리흔.
- 2006년 - 대한민국의 유튜버 임하람.
- 2007년 - 일본의 아이돌 사쿠라이 에마.

### 가상 인물
- Fate/Zero - 토오사카 아오이
- 원피스 - 크로커다일
- 아키라 - 카네다 쇼타로

## 사망
- 1548년 - 잉글랜드의 왕비 캐서린 파. (1512년~)
- 1566년 - 오스만 제국의 술탄 쉴레이만 1세. (1494년~)
- 1779년 - 일본의 다이묘 마쓰다이라 다케치카. (1714년~)
- 1803년 - 프랑스의 군인 피에르 쇼데를로 드 라클로. (1741년~)
- 1836년 - 오스트리아의 극작가 페르디난트 라이문트. (1790년~)
- 1857년 - 프랑스의 철학자 오귀스트 콩트. (1798년~)
- 1876년 - 칠레의 대통령 마누엘 블랑코 엔칼라다. (1790년~)
- 1877년 - 미국의 인디언 지도자 타슈카 위트코. (1840년~)
- 1885년 - 청나라의 정치인 좌종당. (1812년~)
- 1902년 - 독일의 병리학자 루돌프 피르호. (1821년~)
- 1906년 - 오스트리아의 물리학자 루트비히 볼츠만. (1844년~)
- 1945년 - 대한민국의 친일파 조춘원. (1889년~)
- 1953년 - 독일의 정치인 리하르트 발터 다레. (1895년~)
- 1992년 - 미국의 작가 프리츠 라이버. (1910년~)
- 1993년 - 대한민국의 정치인 백두진. (1908년~)
- 1997년
  - 인도의 종교인 테레사 수녀. (1910년~)
  - 영국의 지휘자 게오르그 솔티. (1912년~)
- 1998년 - 아이티의 작가 펠릭스 모리소 레와. (1912년~)
- 2009년 - 미국의 역사학자 리처드 로빈슨. (1921년~)
- 2012년 - 대한민국의 군인 송인명. (1923년~)
- 2015년
  - 대한민국의 기업인 이영권. (1955년~)
  - 일본의 영화배우 하라 세츠코. (1920년~)
- 2016년 - 미국의 보수주의 운동가 필리스 슐래플리. (1924년~)
- 2017년 - 대한민국의 소설가 마광수. (1951년~)
- 2020년 - 체코의 영화 감독 이르지 멘젤. (1938년~)
- 2021년
  - 대한민국의 뮤직비디오 감독자 권순욱. (1981년~)
  - 잉글랜드의 싱어송라이터 세라 하딩. (1981년~)
  - 카자흐스탄의 작곡가 한 야코브. (1943년~)
- 2024년
  - 미국의 래퍼 리치 호미 콴. (1990년~)
  - 브라질의 음악가 세르지우 멘지스. (1941년~)
  - 대한민국의 언론인 조일근. (1951년~)
  - 우간다의 마라톤선수 리베카 체프테게이. (1991년~)

## 기념일
- 국제 자선의 날(International Day of Charity)
- 교사의 날 (인도)

## 같이 보기
- 전날: 9월 4일 다음날: 9월 6일 - 전달: 8월 5일 다음달: 10월 5일
- 음력: 9월 5일
- 모두 보기